# Francis Ngannou
Francis Zavier Ngannou (Batié, Camerún; 5 de septiembre de 1986) es un artista marcial mixto y boxeador camerunés y francés que compite en la categoría de peso pesado. Fue campeón de peso pesado de Ultimate Fighting Championship (UFC). Actualmente está firmado para la Professional Fighters League (PFL).

## Primeros años y educación
Francis Ngannou nació y creció en el pueblo de Batié, Camerún. Vivió en la pobreza y tuvo poca educación formal mientras crecía. Los padres de Ngannou se divorciaron cuando él tenía seis años y lo enviaron a vivir con su tía. A los 10 años, empezó a trabajar en una cantera de arena en Batié por falta de fondos. Cuando era joven, varias pandillas de su aldea se acercaron a él para que se uniera a ellos.Sin embargo, Ngannou se negó y en su lugar decidió utilizar la reputación negativa de su padre como luchador callejero como motivación para hacer algo positivo y dedicarse al boxeo. 
A los 22 años, Ngannou comenzó a entrenar boxeo, a pesar de las desganas iniciales de su familia. Después de entrenar durante un año, Ngannou dejó de entrenar debido a una enfermedad. Hizo varios trabajos ocasionales para llegar a fin de mes hasta los 26 años, cuando decidió dirigirse a París para dedicarse al boxeo profesional. Sin embargo, al llegar al continente europeo, fue encarcelado durante dos meses en España por cruzar ilegalmente la frontera. Después de llegar a París, no tenía dinero, ni amigos, ni un lugar donde vivir. Después de vivir sin hogar en las calles de París, Ngannou encontró su camino a un club de boxeo donde conoció al entrenador Didier Carmont (primo de Francis Carmont), quien se mostró comprensivo con su situación. Carmont convenció al gimnasio para que le permitiera entrenar sin coste alguno e introdujo a Ngannou en el deporte de las artes marciales mixtas. Además, Ngannou se convirtió en voluntario de Lo Chorba, una organización sin fines de lucro en París. Cuando su gimnasio de boxeo cerró durante el verano, el director de Lo Chorba, Khater Yenbou, presentó a Ngannou a Fernand López y la fábrica de MMA. Al ser fanático de Mike Tyson, Ngannou originalmente estaba interesado en aprender a boxear, pero López vio su potencial en MMA y lo convenció para que probara tal deporte. López le dio a Ngannou algo de equipo de MMA y le permitió entrenar y dormir en el gimnasio sin costo alguno, comenzando así la carrera de Ngannou.
Al reflexionar sobre su viaje a través de continentes y su decisión de convertirse en luchador de MMA, Ngannou dijo:  

Cuando empecé no tenía nada. Nada. Necesitaba todo. Pero cuando empiezas [a ganar dinero], empiezas a coleccionar cosas: quiero esto, quiero esto, quiero aquello. Pero el objetivo no es coleccionar cosas. El propósito es hacer algo grandioso. Termina el sueño que empezaste.

Primero quiero ayudar a mi familia, por supuesto, pero luego quiero darles oportunidades a niños de mi país como yo que sueñan con ser médicos o algo así. Si logro mi sueño, me dará la oportunidad de ayudar a quienes en mi país tienen sus propios sueños y nada más para cumplirlos.
Quiero darle una oportunidad a niños como yo que sueñan con este deporte y no tienen una oportunidad como yo. La última vez que estuve en Camerún traje muchos materiales de boxeo y MMA para abrir un gimnasio. Ahora también acabo de comprar un gran espacio para empezar el gimnasio.

Muchos niños ahora en Camerún, gracias a mí, tienen un sueño. Dicen: 'Seré un campeón en MMA'. Haré boxeo como Francis', porque me vieron cuando era joven. No tenía nada. No tuve ninguna oportunidad. Y hoy me ven y están soñando. Están pensando que algo es posible. Incluso cuando son tan pobres, algo es posible en la vida. ... No es fácil. Es muy difícil, pero es posible.

## Carrera como artista marcial mixto

### Ultimate Fighting Championship
Ngannou hizo su debut en la UFC contra Luis Henrique el 19 de diciembre de 2015 en UFC on Fox 17. Ganó la pelea por nocaut en la segunda ronda.
Ngannou enfrentó a Curtis Blaydes el 10 de abril de 2016 en UFC Fight Night 86. Ganó la pelea por TKO al final de la segunda ronda.
El 23 de julio de 2016 enfrentó a Bojan Mihajlović en UFC on Fox 20. Ganó por TKO en la primera ronda.
Ngannou se enfrentó a Anthony Hamilton el 9 de diciembre de 2016 en UFC Fight Night 102. Ganó por sumisión en la primera ronda, ganando su primer premio a la Actuación de la Noche.
Ngannou se enfrentó a Andrei Arlovski el 28 de enero de 2017 en UFC on Fox 23. Ganó la pelea por TKO en la primera ronda, recibiendo su segundo premio a la Actuación de la Noche.

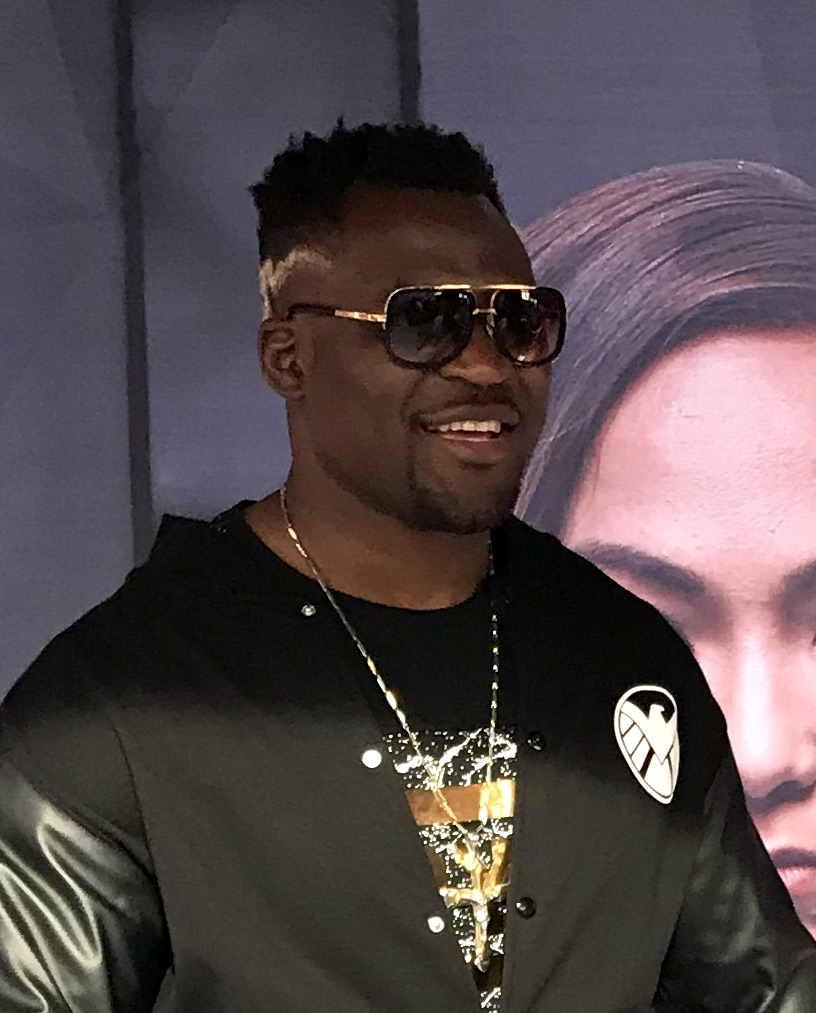
Fotografiado en 2017

Se esperaba que Ngannou enfrente a Junior dos Santos el 9 de septiembre de 2017 en UFC 215. Sin embargo, el 18 de agosto, Dos Santos fue retirado del combate después de ser notificado por la USADA de una posible violación de la política de bienestar de la UFC. A su vez, Ngannou fue retirado de la cartelera después de que los oficiales de la promoción consideraran que no se podía encontrar un oponente adecuado.
En la pelea más importante de su carrera hasta esa fecha, Ngannou se enfrentaba a Alistair Overeem el 2 de diciembre de 2017 en UFC 218. Ganó la pelea por nocaut en la primera ronda, ocupando el primer lugar en el ranking oficial de peso pesado de UFC que ocupaba Overeem.
Ngannou peleó contra Stipe Miocic por el Campeonato de Peso Pesado de UFC el 20 de enero de 2018 en UFC 220. Perdió el combate por decisión unánime, siendo dominado casi todo el combate por Miocic que usó muy bien su técnica llevándolo al suelo constantemente evitando que éste pudiera noquearlo.
Ngannou se enfrentó a Derrick Lewis el 7 de julio de 2018 en UFC 226. Perdió la pelea por decisión unánime.
Ngannou se enfrentó a Curtis Blaydes en una revancha el 24 de noviembre de 2018 en el evento principal de UFC Fight Night 141. Ganó la pelea por TKO en la primera ronda. Tras la pelea, recibió el premio a la Actuación de la Noche.
Ngannou encabezó el evento inaugural de UFC en ESPN, UFC on ESPN 1 contra Cain Velásquez el 17 de febrero de 2019. Ganó la pelea por nocaut a comienzos de la primera ronda.
Ngannou ganó a Junior Dos Santos el 29 de junio, en UFC on ESPN: Ngannou vs. dos Santos.
Ngannou noqueó a los 20 segundos a Jairzinho Rozenstruik en Jacksonville, Florida el 9 de mayo de 2020, en UFC 249.
Se convirtió en campeón de Peso Pesado por primera vez el 27 de marzo de 2021 al vencer por un brutal KO a Stipe Miocic en el 2º round.
Defendió el título por la primera vez el 23 de enero de 2022 en el evento UFC 270 contra Ciryl Gane, pelea que tuvo una cierta controversia, ya que anteriormente fueron compañeros de entrenamiento.

#### Polémica salida
El 14 de enero de 2023, a Ngannou se le despojaría del Campeonato de peso pesado de UFC después de que él y la promoción no pudieran llegar a un acuerdo sobre un nuevo contrato. El contrato de Ngannou expiró a mediados de diciembre, y después de que las dos partes no pudieran llegar a un acuerdo, UFC renunció a su cláusula de derechos de igualación de un año convirtiendo a Ngannou en un agente libre. 
En una entrevista con Ariel Helwani, Ngannou declaró que había solicitado un seguro de salud, la capacidad de tener patrocinios para todos los peleadores de UFC y tener un defensor de peleadores presente durante todas las negociaciones del contrato de peleadores. Cuando sus solicitudes fueron denegadas, Ngannou decidió no volver a firmar con UFC, convirtiéndolo en el primer campeón reinante en dejar UFC en 18 años desde BJ Penn en 2004.

### Professional Fighters League
En mayo de 2023, se anunció que Ngannou había firmado un contrato de múltiples peleas con la Professional Fighters League (PFL), en el que estará compitiendo en su división «súperfight» de pay-per-view, sin dejar de ser libre de competir en otros deportes de contacto, como el boxeo. Ngannou también negoció en nombre de sus oponentes, garantizándoles que se les pagaría al menos 2 millones de dólares. También será parte de la junta asesora global de PFL, destinada a defender los intereses de los luchadores, y propietario de capital y embajador de la futura liga PFL Africa. El contrato de PFL de Ngannou ha sido llamado un momento histórico para el deporte, con Daniel Cormier diciendo que establece «un nuevo estándar para lo que hay en el mercado de agentes libres».

## Carrera como boxeador

### Ngannou vs. Fury
Ngannou se enfrentó al invicto campeón de peso pesado de la WBC, Tyson Fury, en un combate de boxeo profesional anunciado como «Batalla de los más malos» el 28 de octubre de 2023, en Riad , Arabia Saudita.  Ngannou pudo derribar a Fury en el tercer asalto, llevando la pelea hasta las tarjetas de puntuación, en las que los jueces le otorgaron a Fury la victoria en una controvertida decisión dividida (95–94, 96–93, 94–95 ). Según CompuBox , Fury superó a Ngannou 71 a 59 en golpes totales, mientras que Ngannou superó a Fury 37 a 32 en golpes de poder.  
Después de su pelea con Fury, Ngannou ocupó el puesto número 10 por parte del WBC. 

### Ngannou vs. Joshua
Ngannou se enfrentó a Anthony Joshua el 8 de marzo de 2024, en Riad, Arabia Saudita.  Perdió la pelea por KO en el segundo asalto. 

## Vida personal
Ngannou habla varios idiomas, incluidos ngemba, francés e inglés. Aprendió inglés después de unirse a UFC.
El 29 de abril de 2024, Ngannou informó a través de sus redes sociales el fallecimiento de su hijo Kobe, de 15 meses. La causa de la muerte no se hizo pública.

### Filantropía
La Fundación Francis Ngannou, inicialmente administrada únicamente con fondos personales de Ngannou y luego combinándolos con donaciones, administra el primer gimnasio de MMA en Camerún, con el objetivo de ofrecer instalaciones para que los jóvenes tengan un lugar para entrenar. También dona materiales educativos a niños y escuelas de Camerún, incluida la instalación de laboratorios de computación en aldeas desatendidas.  En enero de 2024, la fundación afirmó tener 26.000 beneficiarios. 

## Campeonatos y logros
- Ultimate Fighting Championship
  - Campeón de Peso Pesado de UFC (una vez)
    - Una defensa exitosa del título

  - Primer campeón de UFC nacido en Camerún[35]
  - Actuación de la Noche (seis veces) vs.  Anthony Hamilton, Andrei Arlovski, Curtis Blaydes, Junior dos Santos, Jairzinho Rozenstruik y Stipe Miocic
  - Empatado (Andrei Arlovski, Gabriel Gonzaga y Stefan Struve) en el tercer lugar con más resultados en la historia de la división de peso pesado de UFC (11)[36]
  - Empatado (Caín Velásquez y Junior Dos Santos) en el segundo lugar con más nocauts en la historia de la división de peso pesado de UFC (10)[36]
  - Récord mundial del golpe más fuerte[37]
  - Nocaut del año 2017 vs. Alistair Overeem

- - Professional Fighters League
  - Campeonato de peso pesado de PFL (una vez; actual)

- - World MMA Awards
  - Nocaut del año 2017 vs Alistair Overeem en UFC 218

## Récord en artes marciales mixtas
| Récord profesional | Récord profesional | Récord profesional |
| 21 peleas          | 18 victorias       | 3 derrotas         |
| ------------------ | ------------------ | ------------------ |
| Nocaut             | 13                 | 0                  |
| Sumisión           | 4                  | 0                  |
| Decisión           | 1                  | 3                  |

| Resultado | Récord | Oponente              | Método                               | Evento                                    | Fecha                    | Ronda | Tiempo | Localización          | Notas                                                            |
| --------- | ------ | --------------------- | ------------------------------------ | ----------------------------------------- | ------------------------ | ----- | ------ | --------------------- | ---------------------------------------------------------------- |
| Victoria  | 18–3   | Renan Ferreira        | KO (golpes)                          | PFL Battle of Giants: Ngannou vs Ferreira | 19 de octubre de 2024    | 1     | 1:32   | Riyadh, Arabia Saudi. | Ganó el campeonato de Peso Pesado de PFL.                        |
| Victoria  | 17–3   | Ciryl Gane            | Decisión (unánime)                   | UFC 270                                   | 22 de enero de 2022      | 5     | 5:00   | Anaheim, California   | Defendió el campeonato de Peso Pesado de UFC.                    |
| Victoria  | 16–3   | Stipe Miočić          | KO (golpes)                          | UFC 260                                   | 27 de marzo de 2021      | 2     | 0:52   | Las Vegas, Nevada     | Ganó el campeonato de Peso Pesado de UFC; Actuación de la Noche. |
| Victoria  | 15–3   | Jairzinho Rozenstruik | KO (golpes)                          | UFC 249                                   | 9 de mayo de 2020        | 1     | 0:20   | Jacksonville, Florida | Actuación de la Noche.                                           |
| Victoria  | 14–3   | Junior Dos Santos     | TKO (golpes)                         | UFC on ESPN: Ngannou vs. dos Santos       | 29 de junio de 2019      | 1     | 1:11   | Mineápolis, Minesota  | Actuación de la Noche.                                           |
| Victoria  | 13–3   | Caín Velásquez        | TKO (golpes)                         | UFC on ESPN: Ngannou vs. Velasquez        | 17 de febrero de 2019    | 1     | 0:26   | Phoenix, Arizona      |                                                                  |
| Victoria  | 12–3   | Curtis Blaydes        | TKO (golpes)                         | UFC Fight Night: Blaydes vs. Ngannou 2    | 24 de noviembre de 2018  | 1     | 0:45   | Beijing               | Actuación de la Noche.                                           |
| Derrota   | 11–3   | Derrick Lewis         | Decisión (unánime)                   | UFC 226                                   | 7 de julio de 2018       | 3     | 5:00   | Paradise, Nevada      |                                                                  |
| Derrota   | 11–2   | Stipe Miočić          | Decisión (unánime)                   | UFC 220                                   | 20 de enero de 2018      | 5     | 5:00   | Boston, Massachusetts | Por el Campeonato de Peso Pesado de UFC.                         |
| Victoria  | 11–1   | Alistair Overeem      | KO (golpe)                           | UFC 218                                   | 2 de diciembre de 2017   | 1     | 1:42   | Detroit, Míchigan     |                                                                  |
| Victoria  | 10–1   | Andrei Arlovski       | TKO (golpes)                         | UFC on Fox: Shevchenko vs. Peña           | 28 de enero de 2017      | 1     | 1:32   | Denver, Colorado      | Actuación de la Noche.                                           |
| Victoria  | 9–1    | Anthony Hamilton      | Sumisión (kimura)                    | UFC Fight Night: Lewis vs. Abdurakhimov   | 9 de diciembre de 2016   | 1     | 1:57   | Albany, New York      | Actuación de la Noche.                                           |
| Victoria  | 8–1    | Bojan Mihajlović      | TKO (golpes)                         | UFC on Fox: Holm vs. Shevchenko           | 23 de julio de 2016      | 1     | 1:34   | Chicago, Illinois     |                                                                  |
| Victoria  | 7–1    | Curtis Blaydes        | TKO (parada médica)                  | UFC Fight Night: Rothwell vs. dos Santos  | 10 de abril de 2016      | 2     | 5:00   | Zagreb                |                                                                  |
| Victoria  | 6–1    | Luis Henrique         | KO (golpe)                           | UFC on Fox: dos Anjos vs. Cerrone 2       | 19 de diciembre de 2015  | 2     | 2:53   | Orlando, Florida      |                                                                  |
| Victoria  | 5–1    | William Baldutti      | TKO (codazos y golpes)               | KHK MMA National Tryouts: Finale 2015     | 28 de mayo de 2015       | 2     | 1:22   | Isa Town              |                                                                  |
| Victoria  | 4–1    | Luc Ngeleka           | Sumisión (standing guillotine choke) | SHC 10: Carvalho vs. Belo                 | 20 de septiembre de 2014 | 1     | 0:44   | Geneva                |                                                                  |
| Victoria  | 3–1    | Nicolas Specq         | Sumisión (arm triangle choke)        | 100% Fight 20: Comeback                   | 5 de abril de 2014       | 2     | 2:10   | Levallois             |                                                                  |
| Victoria  | 2–1    | Bilal Tahtahi         | KO (golpe)                           | 100% Fight 20: Comeback                   | 5 de abril de 2014       | 1     | 3:58   | Levallois             |                                                                  |
| Derrota   | 1–1    | Zoumana Cisse         | Decisión (unánime)                   | 100% Fight: Contenders 21                 | 14 de diciembre de 2013  | 2     | 5:00   | París                 |                                                                  |
| Victoria  | 1–0    | Rachid Benzina        | Sumisión (straight armbar)           | 100% Fight: Contenders 20                 | 30 de noviembre de 2013  | 1     | 1:44   | París                 |                                                                  |

## Récord en Kickboxing
| Récord en Kickboxing  | Récord en Kickboxing | Récord en Kickboxing | Récord en Kickboxing | Récord en Kickboxing | Récord en Kickboxing | Récord en Kickboxing | Récord en Kickboxing |
| --------------------- | -------------------- | -------------------- | -------------------- | -------------------- | -------------------- | -------------------- | -------------------- |
| 1 Victoria 0 Derrotas |                      |                      |                      |                      |                      |                      |                      |
| Fecha                 | Resultado            | Oponente             | Evento               | Localización         | Método               | Ronda                | Tiempo               |
|                       |                      |                      |                      |                      |                      |                      |                      |
| 2015-06-09            | Victoria             | Farid Nair           | Carcharias           | Perpignan, Francia   | Decision             | 3                    | 3:00                 |
|                       |                      |                      |                      |                      |                      |                      |                      |

## Récord en boxeo profesional
| Récord profesional | Récord profesional | Récord profesional |
| 2 peleas           | 0 victorias        | 2 derrotas         |
| Decisión           | 0                  | 1                  |
| Nocaut             | 0                  | 1                  |
| ------------------ | ------------------ | ------------------ |

| Resultado | Récord | Rival          | Método | Asalto - Tiempo | Fecha                 | Localización                        | Título |
| Derrota   | 0–2    | Anthony Joshua | KO     | 2 (10), 2:38    | 8 de marzo de 2024    | Kingdom Arena, Riad, Arabia Saudita |        |
| Derrota   | 0–1    | Tyson Fury     | SD     | 10              | 28 de octubre de 2023 | Kingdom Arena, Riad, Arabia Saudita |        |

## Peleas en Pay-per-view

### MMA
| N.º | Evento  | Pelea                | Fecha               | Sede         | Ciudad                                | Compras de PPV |
| --- | ------- | -------------------- | ------------------- | ------------ | ------------------------------------- | -------------- |
| 1.  | UFC 220 | Miocic vs. Ngannou   | 20 de enero de 2018 | TD Garden    | Boston, Massachusetts, Estados Unidos | 350,000        |
| 2.  | UFC 260 | Miocic vs. Ngannou 2 | 27 de marzo de 2021 | UFC Apex     | Las Vegas, Nevada, Estados Unidos     | 500,000        |
| 3.  | UFC 270 | Ngannou vs. Gane     | 22 de enero de 2022 | Honda Center | Anaheim, California, Estados Unidos   | 300,000        |

### Boxeo
| N.º | Pelea            | Fecha                 | Sede          | Ciudad               | Compras | Ganancias |
| --- | ---------------- | --------------------- | ------------- | -------------------- | ------- | --------- |
| 1.  | Fury vs. Ngannou | 28 de octubre de 2023 | Kingdom Arena | Riad, Arabia Saudita | 67,500  | TBA       |